# Blies
El Blies (Blies, en francès i en alemany) és un riu que transcorre pel Saarland a Alemanya. Neix al massis de Hunsrück, a prop de Selbach, i flueix a través de les localitats de Sankt Wendel, Ottweiler, Neunkirchen, Bexbach, Blieskastel (localitat que pren el nom del riu) a Alemanya i Sarreguemines, al departament de Mosel·la (França), on s'uneix al Saar pel marge dret.
Té una longitud aproximada d'uns 100 km i al seu tram inferior fa de la frontera entre França i Alemanya.